# Caso Mari Luz
Caso Mari Luz (12 de diciembre de 2002 — 13 de enero de 2008) es el nombre con el que se conoce en España a los sucesos sociales, políticos y judiciales relacionados con el asesinato de Mari Luz Cortés, una niña onubense de cinco años, ocurrido el 13 de enero de 2008.

## Asesinato
El domingo 13 de enero de 2008, Mari Luz se despidió de su padre Juan José Cortés y salió de casa a comprar unas chucherías en un quiosco cercano. Santiago del Valle la observa y la sigue desde la ventana de su domicilio. Cuando la niña regresa, Del Valle comprueba que no hay nadie alrededor y llama su atención tirándole un peluche. Mari Luz se adentra en el portal para devolverle el muñeco.
La pequeña empieza a subir el único tramo de escaleras que conduce hasta la casa de Santiago. Es entonces cuando Del Valle se coloca detrás de ella con la intención de abusar sexualmente de la niña. Ante su resistencia la agarra por el tórax, le tapa la boca y la golpea varias veces con fuerza en la cabeza. Santiago entra con la niña, inconsciente, pero viva, en su casa. Mete a Mari Luz en un carrito de la compra y la tapa con un chaquetón. Despierta a su hermana Rosa para que le ayude a trasladar a la pequeña en su vehículo y deshacerse de ella. Juntos se dirigen hasta la zona de las marismas. Aquí Santiago introduce a la niña en el agua boca abajo y la deja allí parcialmente sumergida. A los pocos minutos Mari Luz moría por asfixia.
El cadáver de Mari Luz fue hallado el 7 de marzo de 2008 en el muelle petrolero del puerto exterior de Huelva.

## Contexto
Debido a una cadena de errores judiciales Santiago del Valle García estaba eludiendo la cárcel desde 2002 (tenía una condena por abuso sexual infantil), hecho que provocó cierta alarma social. El 25 de marzo de 2008 fue detenido en Cuenca junto a su esposa Isabel cuando estaban en una parada del coche de línea en el que acababan de llegar de Pajaroncillo, el pueblo de la serranía conquense en el que residían desde enero y declaró ante los agentes de la Unidad de Delincuencia Especializada y Violenta (UDEV). 
Los padres de Mari Luz iniciaron en mayo de ese año una campaña de recogida de firmas en la que solicitaban cadena perpetua para los pederastas, que los llevó a entrevistarse con el entonces presidente del gobierno, José Luis Rodríguez Zapatero. En ese mismo año Rodríguez Zapatero prometió a Juan José Cortés endurecer las penas por pederastia.
Tras una amplia cobertura mediática, Rafael Tirado, el juez que debía tramitar los autos de ejecución de la pena de 21 años de prisión por un delito continuado de abusos sexuales, y un año por falsedad en documento oficial impuesto a Santiago del Valle por actos anteriores a la muerte de Mari Luz, y que facilitó los hechos acaecidos al estar Santiago del Valle indebidamente libre, fue condenado por la Comisión Disciplinaria del Consejo General del Poder Judicial a una pena de 1.500 euros. El padre de la niña, Juan José Cortés, había solicitado su retirada de la carrera judicial.
A los pocos días, y tras la crítica de la sanción por parte de miembros del Gobierno en diferentes medios al considerarla suave en exceso, la Fiscalía General del Estado presentó un recurso de alzada al Consejo General del Poder Judicial.

## Polémica televisiva
El 25 de febrero de 2011 la mujer de Santiago del Valle ingresó en prisión tras declarar en El programa de Ana Rosa, programa de Telecinco, que su marido había matado a Mari Luz, hecho que había negado anteriormente. Días más tarde el periódico El Mundo denunció el trato que recibió la entrevistada por parte del equipo del programa y poco después la periodista Ana Rosa Quintana resultaba imputada. Más tarde fue exculpada de todos los cargos. Además el juez dio la enhorabuena a Ana Rosa Quintana y su equipo por la labor que habían hecho. Ante este suceso el diario El Mundo se vio obligado a pedir disculpas a la periodista de Telecinco.

## Serie en TV y dedicatorias
En 2011, Antena 3 estrenó la película o serie: Días sin Luz, en el que la propia familia de la niña colaboró.
Anteriormente el cantante onubense José Antonio Velasco Ruiz "El Maki" dedicó y publicó una canción a Mari Luz, con el título "Vuelve Mari Luz". También colaboró el paisano del anterior, Sergio Contreras con la canción dedicada tanto a Marta del Castillo como a Mari Luz Cortés: "Héroe sin alas".

## Casos similares
Asesinato de Lola Daviet